# Quadricalcarifera garuda
Quadricalcarifera garuda är en fjärilsart som beskrevs av Alexander Schintlmeister 1994. Quadricalcarifera garuda ingår i släktet Quadricalcarifera och familjen tandspinnare. Inga underarter finns listade.